# Бруну Барету
Бруну Барету (на португалски: Bruno Barreto) е бразилски режисьор.

## Биография
Той е роден на 16 март 1955 година в Рио де Жанейро в семейството на известни филмови продуценти. По-голям брат е на режисьора Фабиу Барету. Започва кариерата си в киното в началото на 70-те години. Два негови филма, „Дона Флор и нейните двама съпрузи“ („Dona Flor e Seus Dois Maridos“, 1976) и „Четири дни през септември“ („O Que É Isso, Companheiro?“, 1997), са номинирани за Оскар за най-добър чуждоезичен филм.